# Viscount Massereene

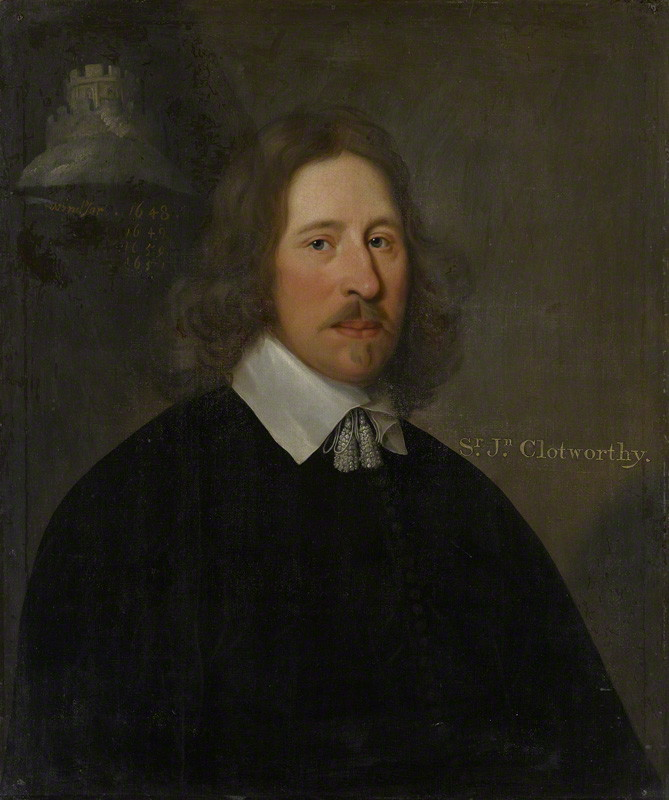
John Clotworthy, 1. Viscount Massereene

Viscount Massereene, in the County of Antrim, ist ein erblicher britischer Adelstitel in der Peerage of Ireland. Seit 1843 ist er mit dem Titel Viscount Ferrard vereinigt.

## Verleihung, nachgeordnete und weitere Titel
Der Titel wurde am 21. November 1660 für den anglo-irischen Politiker John Clotworthy geschaffen. Zusammen mit der Viscountwürde wurde ihm der nachgeordnete Titel Baron Loughneugh, in the County of Antrim, verliehen. Die Verleihung beider Titel erfolgte mit dem besonderen Zusatz, dass die Titel auch an dessen Schwiegersohn Sir John Skeffington, 4. Baronet, of Fisherwick, den Gatten seiner Tochter Mary Clotworthy, und dessen männliche Nachkommen, sowie in Ermangelung derer auch an seine Generalerben vererbbar sei. Die beiden Titel sind dadurch der einzigen noch bestehenden irischen Titel, die auch in weiblicher Linie vererbt werden können. Beim Tod des 1. Viscounts folgte ihm gemäß dem besonderen Zusatz sein Schwiegersohn John Skeffington.
Der 5. Viscount wurde am 28. Juli 1756 in der Peerage of Ireland zum Earl of Massereene erhoben. Das Earldom erlosch beim Tod seines Enkels, des 4. Earls am 25. Februar 1816. Die Baronie und Viscountcy fielen an dessen Tochter Harriet Skeffington als 9. Viscountess.
Diese war mit Thomas Foster, 2. Viscount Ferrard, verheiratet. Dieser hatte 1824 von seiner Mutter Margaretta Foster die Titel Viscount Ferrard und Baron Oriel, of Collon, geerbt, die am 22. November 1797 bzw. am 5. Juni 1790 in der Peerage of Ireland für diese geschaffen worden war. 1828 hatte er zudem von seinem Vater John Foster (1740–1828) den Titel Baron Oriel, of Ferrard in the County of Louth, geerbt, der diesem am 17. Juli 1821 in der Peerage of the United Kingdom verliehen worden war. Ihr gemeinsamer Sohn beerbte seine beiden Elternteile 1831 bzw. 1843 als 10. Viscountess Massereene und 3. Viscount Ferrard. Die beiden Viscountcies sind seither vereinigt. Mit der Baronie Oriel, of Ferrard, war im Gegensatz zu den irischen Titeln bis 1999 ein erblicher Sitz im britischen House of Lords verbunden. 

## Liste der Viscounts Massereene (1660)
- John Clotworthy, 1. Viscount Massereene († 1665)
- John Skeffington, 2. Viscount Massereene († 1695)
- Clotworthy Skeffington, 3. Viscount Massereene (1660–1714)
- Clotworthy Skeffington, 4. Viscount Massereene († 1738)
- Clotworthy Skeffington, 1. Earl of Massereene, 5. Viscount Massereene (1715–1757)
- Clotworthy Skeffington, 2. Earl of Massereene, 6. Viscount Massereene (1743–1805)
- Henry Skeffington, 3. Earl of Massereene, 7. Viscount Massereene († 1811)
- Chichester Skeffington, 4. Earl of Massereene, 8. Viscount Massereene († 1816)
- Harriet Skeffington, 9. Viscountess Massereene († 1831)
- John Skeffington, 10. Viscount Massereene, 3. Viscount Ferrard (1812–1863)
- Clotworthy Skeffington, 11. Viscount Massereene, 4. Viscount Ferrard (1842–1905)
- Algernon Skeffington, 12. Viscount Massereene, 5. Viscount Ferrard (1873–1956)
- John Whyte-Melville-Skeffington, 13. Viscount Massereene, 6. Viscount Ferrard (1914–1992)
- John Skeffington, 14. Viscount Massereene, 7. Viscount Ferrard (1992–2024)
- Charles Skeffington, 15. Viscount Massereene, 8. Viscount Ferrard (* 1973)